# Валя-Маре (Рошіорі, Бакеу)
Валя-Маре (рум. Valea Mare) — село у повіті Бакеу в Румунії. Входить до складу комуни Рошіорі.
Село розташоване на відстані 266 км на північ від Бухареста, 22 км на північний схід від Бакеу, 59 км на південний захід від Ясс.

## Населення
За даними перепису населення 2002 року у селі проживали 476 осіб, усі — румуни. Усі жителі села рідною мовою назвали румунську.